# Парк Ухуру

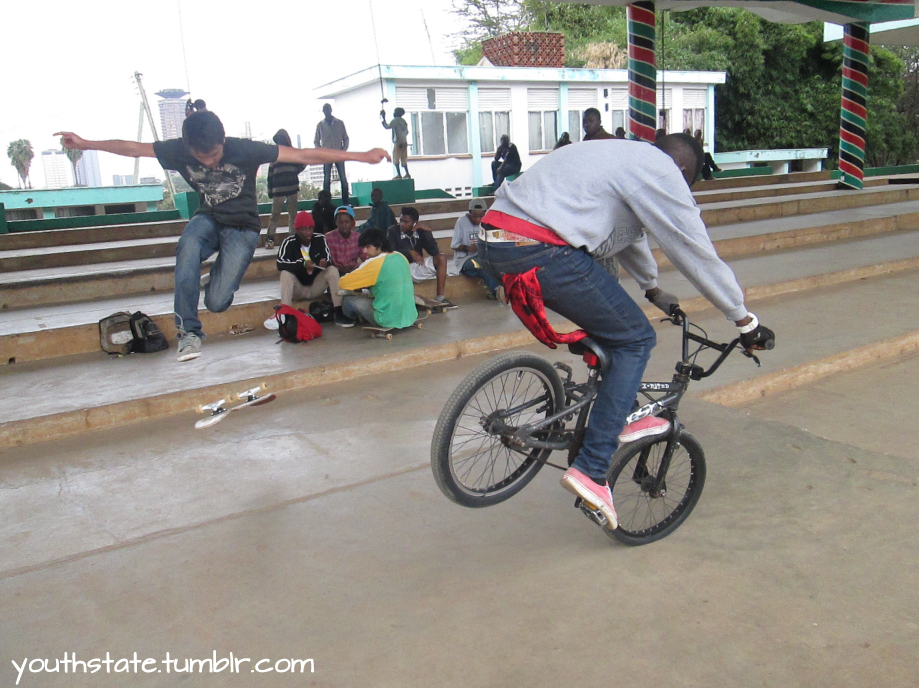
Скейтбордист, выполняющий kickflip, и велосипедист, катающийся в стиле flatland BMX, на спорт-площадке парка Ухуру.

Парк Ухуру — парк культуры и отдыха, занимающий территорию площадью 12,9 га и расположенный рядом с центральным деловым районом Найроби (Кения). Был открыт для широкой публики президентом Мзи Джомо Кеньятта 23 мая 1969 года.

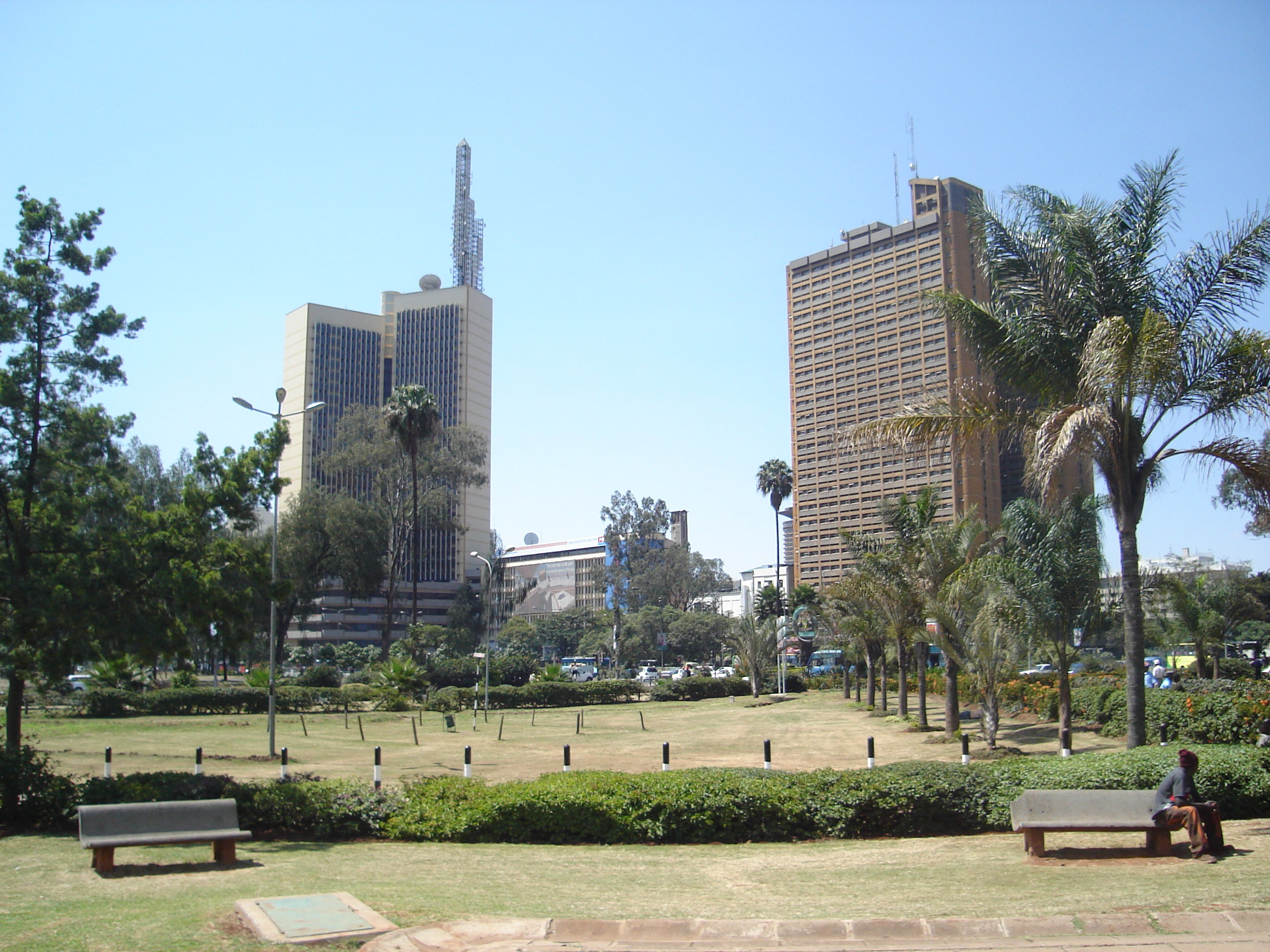
Вид на город из парка Ухуру

На территории парка расположены искусственное озеро, несколько национальных памятников и сборная спортплощадка, которая стала популярным местом у скейтбордистов в выходные дни. Помимо скейтбординга, площадка периодически используется для политических и религиозных собраний. Она также печально известна как место, где правительством Мои был жестоко разогнан митинг против незаконного захвата земель.
В 1989 году Вангари Маатаи и её последователи провели в парке акцию протеста, пытаясь остановить строительство 60-этажного делового комплекса Kenya Times Media Trust на этом месте. После чего правительство вынудило Вангари освободить её офис и подвергло критике в парламенте, однако данные события побудили иностранных инвесторов свернуть проект постройки.
В августе 1996 года группа, возглавляемая кардиналом и архиепископом Морисом Майклом Отунга, в рамках религиозной демонстрации против введения полового воспитания в кенийских школах сожгла в парке Ухуру коробки с презервативами и литературой по вопросам, касающимся безопасного секса.
В июне 2010 года Парк Ухуру стал местом взрыва бомбы, в результате которого погибли пять человек и более ста получили ранения. Атака была нацелена на митинг против принятия новой конституции на предстоящем референдуме.